# Loïs Openda
Ikoma-Loïs Openda  (Liège, 2000. február 16. –) belga válogatott labdarúgó, az RB Leipzig játékosa.

## Pályafutása

### Klubcsapatokban
A Patro Othee és az RFC Liège korosztályos csapataiban nevelkedett, majd a Standard Liège és a Club Brugge akadémiáján folytatta. 2018. augusztus 10-én debütált a Club Brugge felnőtt csapatában a KV Kortrijk ellen a 80. percben Jelle Vossen cseréjeként. 2020. július 21-én kölcsönbe került a holland Vitesse csapatához. Október 3-án a Heracles Almelo ellen szerezte meg az első bajnoki gólját. A kupa-döntőben csapata egyetlen gólját szerezte meg az Ajax ellen 2–1-re elvesztett találkozón. 2021. júniusában további egy évvel meghosszabbították a kölcsönszerződést. 2022. július 6-án a francia Lens öt évre szerződtette. Október 28-án mesterhármast szerzett a Toulouse elleni bajnoki mérkőzésen. 2023. március 12-én ismét három gólt szerzett a bajnokságban a Clermont ellen 4–0-ra megnyert találkozón. 4 és fél perc alatt szerezte a három gólját, amivel beállította Matt Moussilou 2005-ös rekordját. A bajnokság során 38 bajnoki mérkőzésen 21 gólt ért el. 
2023 nyarán klubrekordot jelentő negyvenhárom millió euróért szerződtette az RB Leipzig. Augusztus 19-én góllal mutatkozott be a Bayer Leverkusen ellen 3–2-re elvesztett bajnoki találkozón. Október 4-én első Bajnokok Ligája gólját szerezte meg a klubban az angol Manchester City elleni 1–3-as hazai vereség során. November 28-án a visszavágón kétszer is betalált a Manchester City ellen, bár csapata 3–2-re kikapott. Első Bundesliga-szezonját a klub házi gólkirályaként zárta 24 góllal, a bajnokságban csak Harry Kane és Serhou Guirassy előzte meg.

### A válogatottban
Pályára lépett a 2016-os U17-es labdarúgó-Európa-bajnokságon. 2022. május 18-án hívta be a válogatottba először Roberto Martínez szövetségi kapitány a 2020–2021-es UEFA Nemzetek Ligája elődöntőjébe. Június 8-án góllal debütált a felnőtt válogatottban a Lengyelország elleni UEFA Nemzetek Ligája mérkőzésen. November 10-én bekerült a 2022-es labdarúgó-világbajnokságra utazó keretbe.

## Magánélete
Szülei révén belga, kongói, marokkói és portugál származású, de csak belga és marokkói állampolgársággal rendelkezik.

## Sikerei, díjai
- Club Brugge
  - Belga bajnok: 2019–20
  - Belga szuperkupa: 2018

- RB Leipzig
  - Németszuperkupa: 2023